# María Murillo
María Murillo (Ciudad de Panamá, 15 de diciembre de 1996) es una futbolista panameña que juega como defensora para el Santa Fe FC de la Liga de Fútbol Femenino de Panamá.

## Trayectoria

### SD Atlético Nacional
Comenzó a jugar en la Liga de Fútbol Femenino en el 2017 con el SD Atlético Nacional, salió campeona del torneo LFF 2017.

### Arenal Coronado
En el 2017 fue anunciado como nueva jugadora del Arenal Coronado de Costa Rica.

### SD Atlético Nacional
En el 2018 regresó al SD Atlético Nacional donde salió subcampeona de la LFF 2018 y campeona del Torneo Edición 2020 LFF.

### Desamparados FF
El 18 de agosto de 2021 fue presentada como nueva como nueva jugadora del Desamparados FF de Costa Rica.

### Sporting SM
El 16 de marzo de 2022 fue anunciada como nueva jugadora del Sporting SM. Disputó la Liga de Fútbol Femenino 2022.

### Tauro FC
El 28 de febrero de 2023 fue anunciado su regreso al Tauro FC saliendo campeona del Torneo 2023.

### Santa Fe FC
El 20 de enero de 2024, fue anunciada como nueva jugadora del Santa Fe FC. Salió campeona del Torneo Apertura 2024 Liga de Fútbol Femenino.

## Selección nacional
El 4 de octubre de 2019, Murillo anotó su primer gol internacional en la victoria de Panamá ante Honduras por 3 a 0 en las eliminatorias del Preolímpico Femenino de Concacaf de 2020.

### Goles internacionales
| Goles internacionales | Goles internacionales | Goles internacionales                              | Goles internacionales | Goles internacionales | Goles internacionales | Goles internacionales |
| Núm.                  | Fecha                 | Lugar                                              | Rival                 | Gol                   | Resultado             | Competición           |
| --------------------- | --------------------- | -------------------------------------------------- | --------------------- | --------------------- | --------------------- | --------------------- |
| 1                     | 4 de octubre de 2019  | Estadio Rommel Fernández, Ciudad de Panamá, Panamá | Honduras              | 1-0                   | 3-0                   | Preolímpico de 2020]] |

## Clubes
| Club                 | País       | Año             |
| -------------------- | ---------- | --------------- |
| SD Atlético Nacional | Panamá     | 2017            |
| Arenal Coronado      | Costa Rica | 2017            |
| SD Atlético Nacional | Panamá     | 2018 - 2021     |
| Desamparados FF      | Costa Rica | 2021            |
| Sporting SM          | Panamá     | 2022            |
| Tauro FC             | Panamá     | 2023            |
| Santa Fe FC          | Panamá     | 2024 - presente |

## Palmarés

### Títulos nacionales
| Título           | Club                 | País   | Año    |
| ---------------- | -------------------- | ------ | ------ |
| Primera División | SD Atlético Nacional | Panamá | 2017   |
| Primera División | SD Atlético Nacional | Panamá | 2020   |
| Primera División | Tauro FC             | Panamá | 2023-A |
| Primera División | Santa Fe FC          | Panamá | 2024-A |

### Títulos internacionales
| Título                 | Club        | País   | Año  |
| ---------------------- | ----------- | ------ | ---- |
| Copa Interclubes Uncaf | Santa Fe FC | Panamá | 2024 |